# Colgate-Palmolive
Colgate-Palmolive Company és una empresa multinacional estatunidenca centrada en la producció i distribució de productes de la llar i de cura de la salut com són els sabons detergents i productes per la higiene de la boca, incloent la pasta dentrifícia i els respalls de dents. Sota la marca "Hill's", també fabrica productes veterinaris. Les seves oficines corporatives es troben a Park Avenue a Midtown Manhattan, Nova York.

## Història

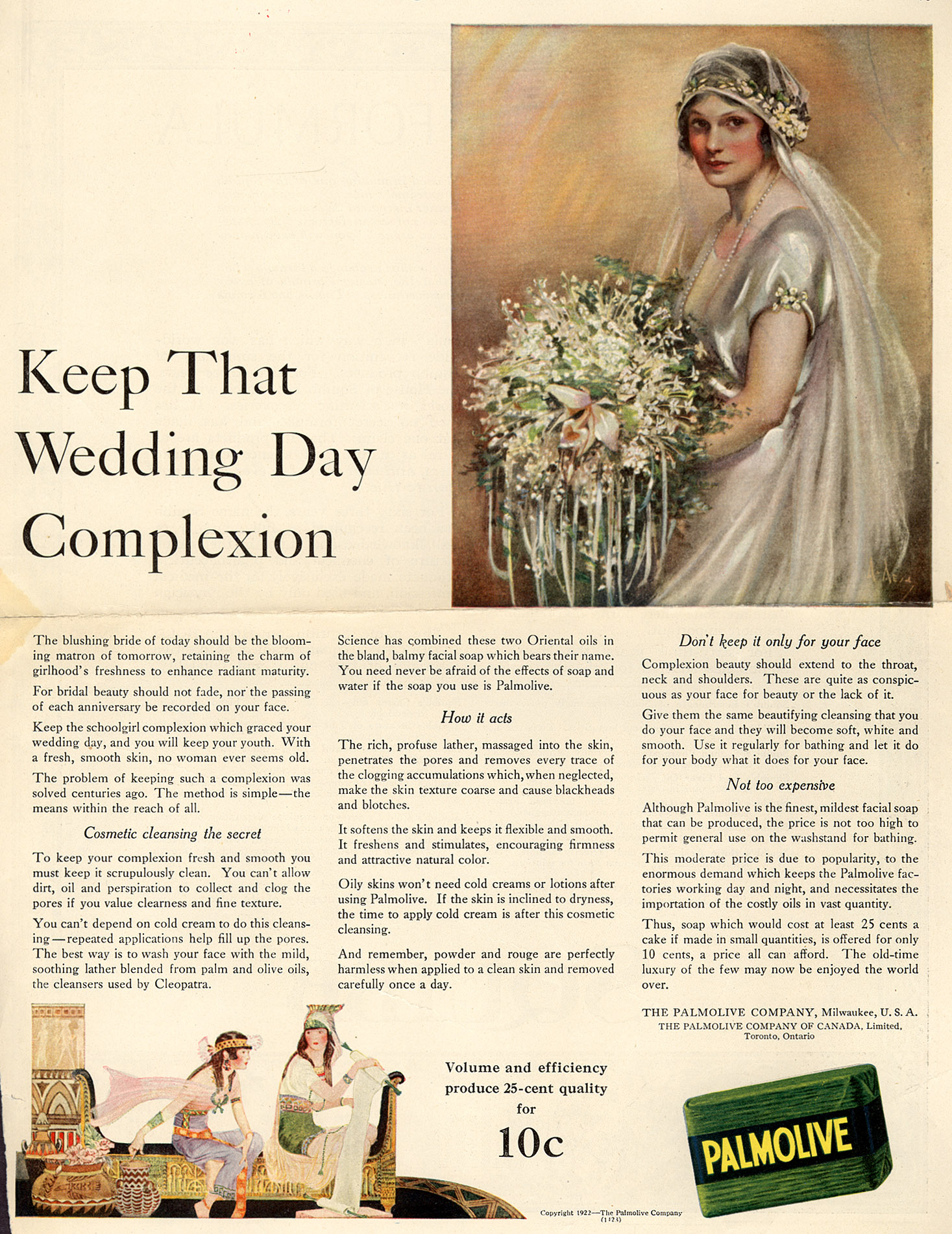
Anunci de 1922 pel sabó Palmolive

L'any 1806, William Colgate, un fabricant anglès de sabó i d'espelmes, va obrir una factoria de midó, sabó i espelmes a Dutch Street a la ciutat de Nova York sota el nom de "William Colgate & Company". L'any 1857,,arran de la mort de William Colgate, la companyia es va reorganitzar sota el nom de "Colgate & Company" i comandada pel seu fill, Samuel Colgate. L'any 1872, Colgate introduí Cashmere Bouquet, un sabó perfumat. L'any 1873, la firma introduí la seva primera pasta de dents que era aromàtica i es venia en gerres. La companyia va vendre la primera pasta de dents en un tub, Colgate Ribbon Dental Cream (inventada pel dentista Washington Sheffield), el 1896.
Actualment, Colgate té nombroses organitzacions subsidiàries que abaten 200 països.

### Implicació en l'educació i la comunitat
El 1890, la Madison University de l'Estat de Nova York va ser reanomenada Colgate University en honor de la família Colgate.
La Colgate-Palmolive Company ha esponsoritzat els Colgate Women's Games. T
La Ethical Consumer Research Association va recomanar una vegada als seus lectors que no compressin productes Colgate pel seu ús d'experimentació amb animals, però ja no és així. El 2011, Colgate-Palmolive va ser una de les primeres empreses reconegudes per PETA (People for the Ethical Treatment of Animals) com una companyia que cercava alternatives a l'experimentació amb animals.

## Impacte en l'ecologia
Colgate consumeix aproximadament el 0,2% de l'oli de palma de Malàisia, Indonèsia i Tailàndia, el cultiu de les palmeres d'oli té un fort impacte mediambiental incloent la deforestació, la pèrdua d'hàbitats naturals per a les espècies amenaçades i les emissions incrementades de gasos hivernacle.

## Marques
- ABC (Turquia)
- Afta Lotion
- Anthony longlife soap
- Anbesol
- Ajax
- Axion cleanser
- Caprice Shampoo (Mèxic)
- Cibaca (Índia)
- Cold Power
- Colgate (pasta de dents)
- Colodent (Polònia)
- Crystal White Octagon
- Cuddly (Austràlia)
- Dermassage
- Dentagard (pasta de dents) (Alemanya)
- Dynamo (detergent)
- Elmex (pasta de dents)
- Fab (detergent)
- Fabuloso
- Fluffy (Austràlia)
- Fresh Start (detergent)
- Freska-Ra (Mèxic)
- Gard Shampoo (Alemanya, Filipines)
- Hacı Şakir (Turquia)
- Hill's (aliment per a mascotes)
- Hurricane (detergent) (Austràlia)
- Irish Spring
- Kolynos
- La Croix, França
- Mennen
- Meridol (pasta de dents)
- Murphy Oil Soap
- Palmolive (sabó)
- Profiden (pasta de dents,Espanya)
- Protex
- Sanex[10]
- Softsoap
- Soft As Soap (sabó líquid): (Austràlia)
- Soupline (França)
- Speed Stick
- Spree (detergent) (Austràlia)
- Suavitel
- Tahiti (sabó líquid): França, Bèlgica, Suïssa.
- Teen Spirit
- Tender Care Soap
- Tom's of Maine
- Ultra Brite